# Dzbańce
Dzbańce is een plaats in het Poolse district  Głubczycki, woiwodschap Opole. De plaats maakt deel uit van de gemeente Branice en telt 51 inwoners.